# Castañuela 70
Castañuela 70 va ser un espectacle teatral inclassificable, entre la revista musical i el teatre buf, parodiant l'Espanya dels últims anys de la Dictadura. La circumstància política que fos prohibit sense arribar al centenar de representacions i enmig d'un èxit extraordinari, el va convertir en emblema generacional i símbol històric d'una resposta social. Els artífexs d'aquell episodi van ser el grup de teatre independent Tábano i la banda Madres del Cordero.

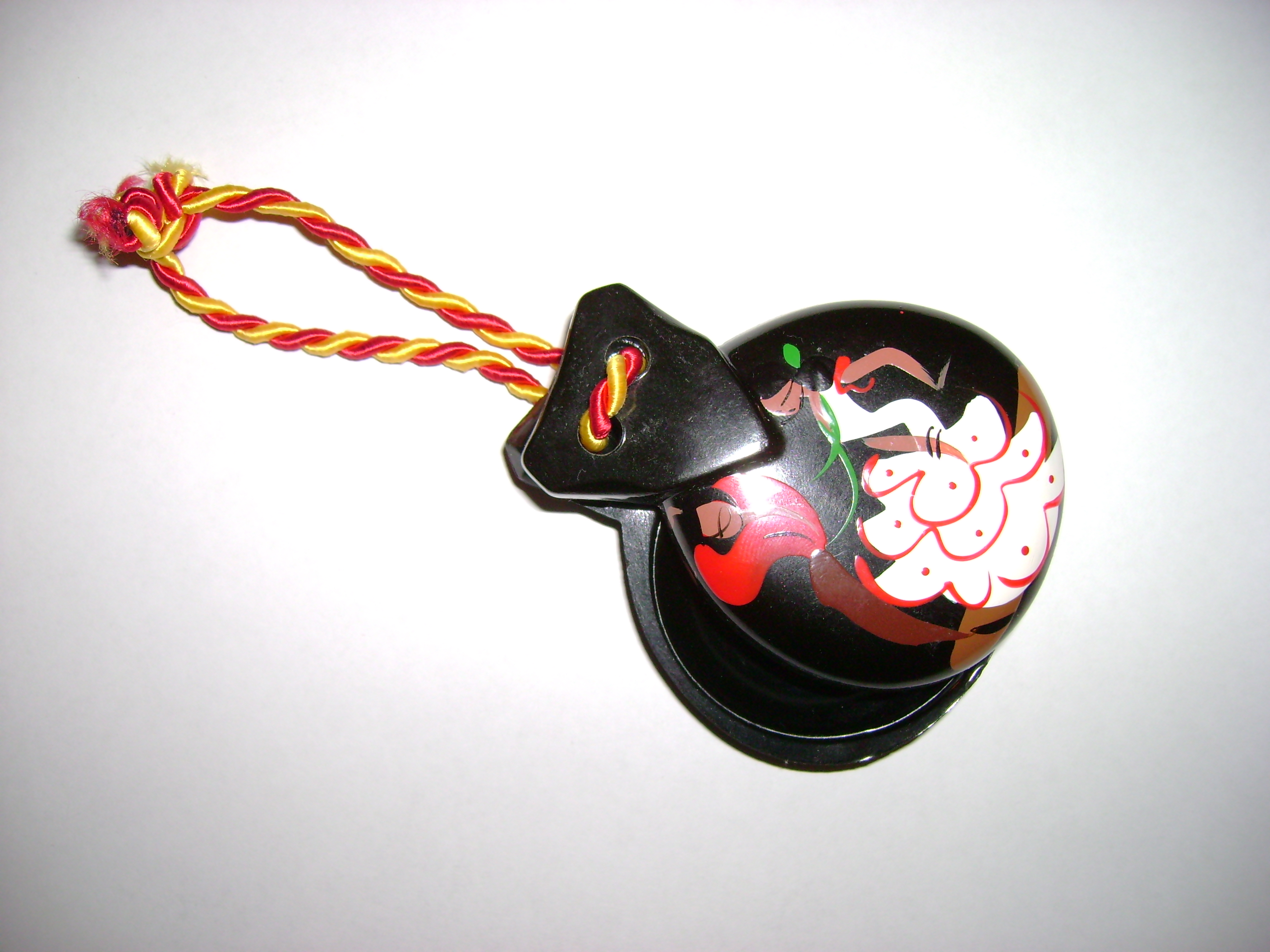
Castanyoles: símbol sociocultural associat a l'Espanya folklòrica.

Emmarcada en els genèrics 'preludi, intermedi i apoteosi musical final', la Castañuela constava de set quadres, titulats: Cada mochuelo a su olivo, Coplas a la vida del borrego, Reinar después de morir, La caída del imperio romano, Hablando se entiende la gente, La familia que está unida permanece unida i Amor a la española con cebolla. Títols que representaven els set temes triats pel grup com a aparador del populatxer (popular) i per tant, moneda de canvi ideal per a les seves finalitats: "divertir-nos treballant i aconseguir que el públic es divertís amb el nostre treball". Aquests set temes generals eren: la propietat, la publicitat, la televisió, l'imperialisme, la burgesia, la família i el sexe. La censura havia deixat fos el tema de 'l'emigració'.
| «                                                      | "Intèrprets i músics canten i ballen amb un perfecte sentit de la caricatura i de la paròdia, i tenen una mica de murga, de comparsa, de chirigota gaditana, però en un pla elevat des del popular a l'intel·lectual, ja que el seu humor, intencionat i sarcàstic, és d'un to actualíssim. (...) No es cregueu ni per un moment que Castañuela 70 és una cosa improvisada o embrollada, sinó, per contra, una representació paròdica i mimètica, perfectament acoblada i conjunyida, on s'endevina la mà d'un excel·lent director i d'un llarg estudi, assaig i disciplina" | » |
| — Alfredo Marqueríe. Diario Pueblo, 22 de junio, 1970. | |   |

 En total fue representada 105 veces con una suma aproximada de 63.509 espectadores.

## Estrena i prohibició
Estrenada el 21 de juny de 1970 a la Mostra de Teatre Experimental del Teatro Marquina de Madrid, el 26 de juny es va presentar al Centre Cultural Peñaflor del Pozo del Tío Raimundo, barri obrer d'aquesta mateixa capital espanyola, i com a preludi d'una gira peninsular. Després de recórrer, amb diferent grau d'acceptació, diversos teatres de Barcelona, Vilanova i la Geltrú, Olot i Cariñena i de reposar-se al mateix Marquina el 5 de juliol, la Castanyola es va representar de manera ininterrompuda i amb inusitat èxit de crítica i públic en el Teatre de la Comedia de Madrid, del 21 d'agost al 27 de setembre: 74 representacions i 51.833 espectadors.

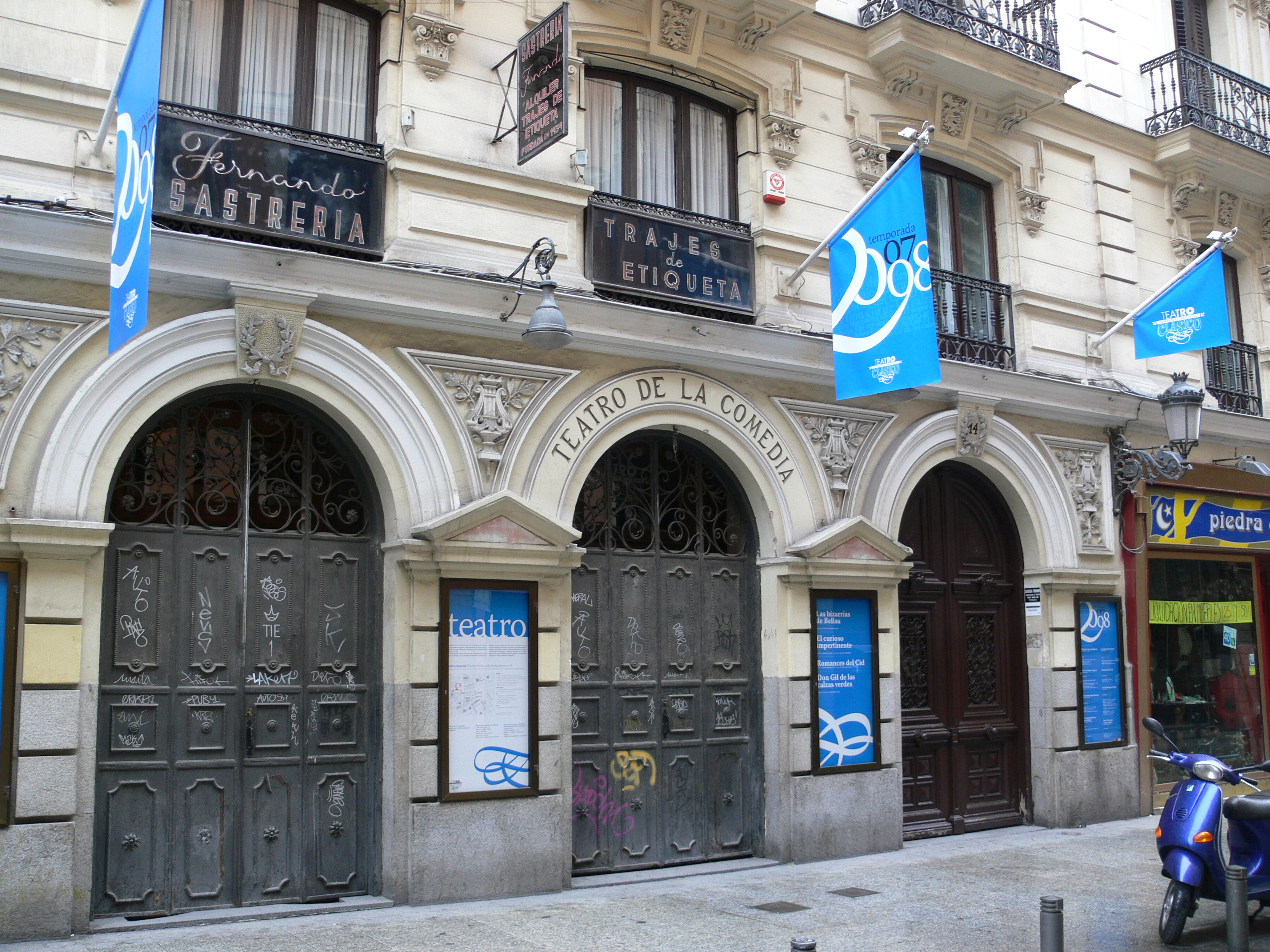
Teatre de la Comedia,al carrer del Príncipe, Madrid.

Després de reiterades amenaces i els disturbis ocasionats per un grup «rebentadors procedents de la ultradreta i la policia social disfressats d'agitadors esquerrans», les representacions van ser prohibides per l'autoritat governamental franquista, malgrat haver superat inicialment tots els obstacles administratius de la censura oficial. La prohibició, «en prevenció de nous altercats i per a evitar nous desordres públics» va entrar en vigor l'endemà, el 28 de setembre de 1970.
La base de la companyia va decidir llavors portar el seu espectacle a l'estranger, muntant una gira atípica per Centres Culturals de l'emigració i l'exili espanyols a Europa (i més tard a Amèrica), aventura professional que es va iniciar a Rennes (França) el 12 de gener de 1971, i que durant dos mesos va recórrer setze ciutats franceses, belgues, holandeses, alemanyes i suïsses (50 dies de viatge, 21 funcions, amb una mitjana de 400 espectadors, 8.400 km recorreguts).

## Actors i músics
Reconeguts convencionalment els lideratges de Margallo, entre els actors, i d'Alpont entre els músics, es llisten a continuació els noms de l'elenc de participants associats a l'espectacle de la Castañuela 70.
- Cos dramàtic:[1] Juan Margallo, Petra Martínez, Gloria Muñoz, Alicia Sánchez, Luis Matilla, José Luis Alonso de Santos, Carlos Sánchez, Manu Aguilar, Rosa Montero, Pedro Pardo, Alberto Alonso, Luis Corominas, María Luisa de la Cruz (Marili), Laura Palacios, Emilio Martínez, Teófanes Merchan, Andrés Cienfuegos, Luis Mendo, Juan Antonio Díaz 'Chicho', Gloria Martínez, Felipe R. Gallego, Lola Canales, Miriam de Maeztu, Cosme Kortazar (Charly), Xan da Torre 'el Gallego', Luis Brox, Paco Guijar, María Orive i Paco Guijar.

- Cos musical:[1] Moncho Alpuente, Antonio Gómez 'La Madrastra', Hilario Camacho, Luis Cristóbal 'Cocodi', Antonio Piera, Gero Martínez, Gabriel Jaraba, Javier Estrella, Elisa Serna, Nieves Córcoles, Quique Santana, Fernando Brassó i Arturo Bodelón.

## Anàlisi i claves
Castañuela 70, malgrat no comptar amb un gran guió ni amb actors adobats, va aconseguir un inesperat impacte popular que va arribar a concedir-li el títol de "obra de referència en el teatre espanyol" de la segona meitat del segle xx. Diversos analistes han enumerat les claus d'aquest "producte miraculós i irrepetible"":
- la temàtica banal d'ús en el teatre espanyol de la dècada de 1960 va ser substituïda per la presentació d'assumptes d'ordre/desordre polític i crítica social;
- l'intel·lectualisme i la denúncia política directes van mutar en insinuació, joc i diversió sense pretensions;
- l'humor a l'ús va evolucionar cap a la paròdia, el sarcasme, el disbarat i un toc d'absurd;
- la grapejada acte-imitació del teatre comercial es va substituir amb refrescant originalitat;
- el personatge es va convertir, com en la comèdia de l'art italiana, en estereotip;
- el text-guió tancat es va obrir a la improvisació i l'enginy verbal o mímica;
- el respecte religiós per l'avantguarda teatral (Antonin Artaud, Bertolt Brecht, Grotowski) es va diluir en la creació col·lectiva amb esperit imaginatiu;
- la freda provocació tan present en la dramatúrgia de les avantguardes es va quedar en picada d'ullet familiar i complicitat;
- l'imponent domini de l'expressió corporal es va quedar en espontaneïtat coral;
- la interpretació psicològica va ser desplaçada en favor de l'actuació extravertida;
- els figurins van ser (per pura necessitat) substituïts per la roba de carrer amb quatre draps més o menys incongruents superposats com a pedaços creatius;
- la escenografia (per motius tant econòmics com funcionals i ideològics) es va reduir a uns panells infantils, i diversos cartells i papers pintats.

## Homenatges i reposicions
En 1996, transcorregut un quart de segle, part d'aquells mateixos actors i músics es van reunir de nou per a representar al Teatro La Latina de Madrid el 'remake' titulay Castañuela 90. Finalment, en el 35è aniversari de l'estrena es va representar en el Teatre Belles arts de Madrid una funció homenatge.
En 2007, el curtmetratge Castañuela 70 el teatro prohibido d'Olga Margallo i Manuel Calvo va rebre el Goya al millor curtmetratge documental, el visionat del qual dona una exacta mesura del fenomen social que va suposar, completant necessàriament els marges d'una simple entrada enciclopèdica.
En 2006, el crític i professor de la Reial Escola Superior d'Art Dramàtic, Santiago Trancón, va editar amb el títol de Castañuela 70. Esto era España, señores, un llibre-CD, amb les peces musicals de la representació, els llibrets originals i una interessant reunió de autobiografies, crítiques i lloes, a més de la reproducció de les tires còmiques de Juan Carlos Eguillor publicades en la revista "Mundo Joven" el 1970.
Citant al crític José Monleón, "Castañuela 70 no va ser només una obra important de la dramatúrgia contra la Dictadura, sinó, a més, una rebel·lió vital, una riallada d'un ja està bé! que va sonar com un espetec.."